# Torri del Benaco
Torri del Benaco es un municipio de 2.832 habitantes de la provincia de Verona, Italia.

## Geografía
Torri del Benaco está a 38 kilómetros de distancia de Verona y situado a su noroeste. Se encuentra en la costa veronesa del Lago de Garda.

## Historia
Su historia está ligada a las de la costa oriental del lago de Garda y Verona.

## Evolución demográfica
| Gráfica de evolución demográfica de Torri del Benaco entre 1861 y 2001      |
|                                                                             |
| Fuente Istituto Nazionale di Statistica - Elaboración gráfica por Wikipedia |

## Lugares de interés

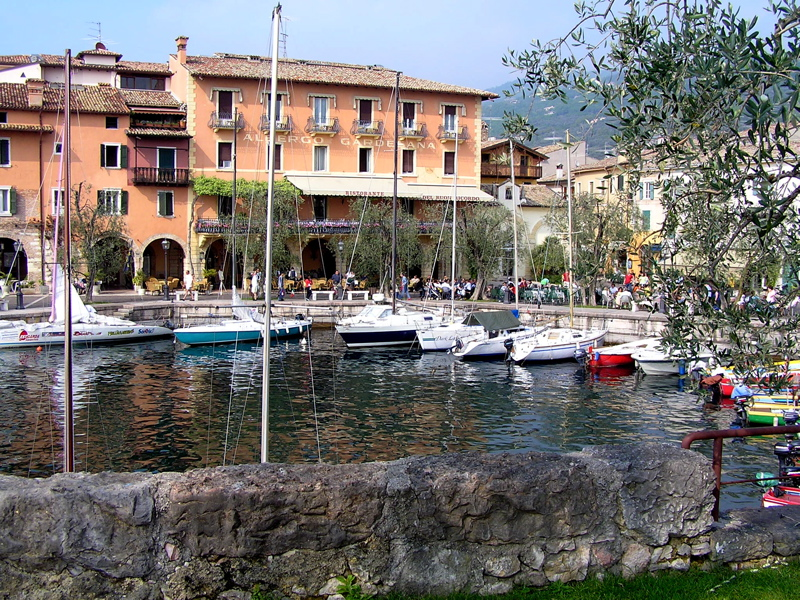
Puerto.

### Iglesias
- Iglesia de San Marco, siglo VII
- Iglesia de San Gregorio, siglo XII
- Iglesia de la Santissima Trinità al Porto, siglo XV
- Iglesia parroquial, siglo XVIII
- Iglesia de San Martino, siglo XVIII

### Fortificaciones
- Castillo Scaligero, siglo XIV. El castillo alberga un museo etnográfico con material procedente de la parte alta del Garda (pesca, olivicultura, etc.) y un invernadero de cítricos que data de 1760.
- Torre del Reloj, siglo XIV

### Naturaleza
- Gruta La Tanella, cercana a la población de Pai di Sopra. Se accede a ella de forma segura a través de una galería subterránea excavada y presenta varios vanos laterales aparte del principal. Tiene muchas estalactitas y estalagmitas, y un manantial permanente.

## Cultura

### Eventos
- "Regata de las bisse" (Regata delle Bisse): Las bisse son unas embarcaciones tradicionales de inspiración y boga veneciana. Esta competición está organizada por la Liga Bisse del Garda (Lega Bisse del Garda). Es una etapa del campeonato de bisse que tiene lugar entre junio y agosto de cada año. La embarcación vencedora obtiene como trofeo la "bandera del lago".
- "Pintores en las calles de Torri" (Le strade di Torri ai pittori): se celebra a mitad de junio, decenas de pintores se reúnen en las calles del pueblo y en el paseo del lago para pintar al aire libre.
- "Fiesta de la apnea" (Festa dell'apnea): se desarrolla a finales de septiembre. Se dan lugar competiciones de inmersión libre, exhibiciones, concurso de fotografía subacuática y demás.
- "Oro verde en la orilla del lago" (Verde Oro in riva al Lago): muestra e itinerarios encaminados al descubrimiento del sabor y tradiciones del aceite de oliva virgen extra.
- "Premio cultural Sandro Bevilacqua" (Premio Culturale Sandro Bevilacqua): leer, mirar, hacer introspección.

## Personalidades ligadas a Torri del Benaco
- Giuseppe Nascimbeni (1851-1922), presbítero. En el año 1988 fue nombrado beato por el papa Juan Pablo II.

## Economía
La economía local está basada principalmente en el turismo, aunque también es importante el cultivo del olivo del que se obtiene un aceite muy apreciado.

## Ayuntamiento
Alcalde: Giorgio Passionelli (en fecha 03-07-2009)
Partido: Lista Civica
Teléfono: 045 6205888
Correo electrónico: segreteria@comune.torridelbenaco.vr.it
La ciudad está hermanada con Cadaqués, en España.